# Tropicomyia clutiae
Tropicomyia clutiae är en tvåvingeart som beskrevs av Spencer 1963. Tropicomyia clutiae ingår i släktet Tropicomyia och familjen minerarflugor. Inga underarter finns listade i Catalogue of Life.